# MCV EvoSeti

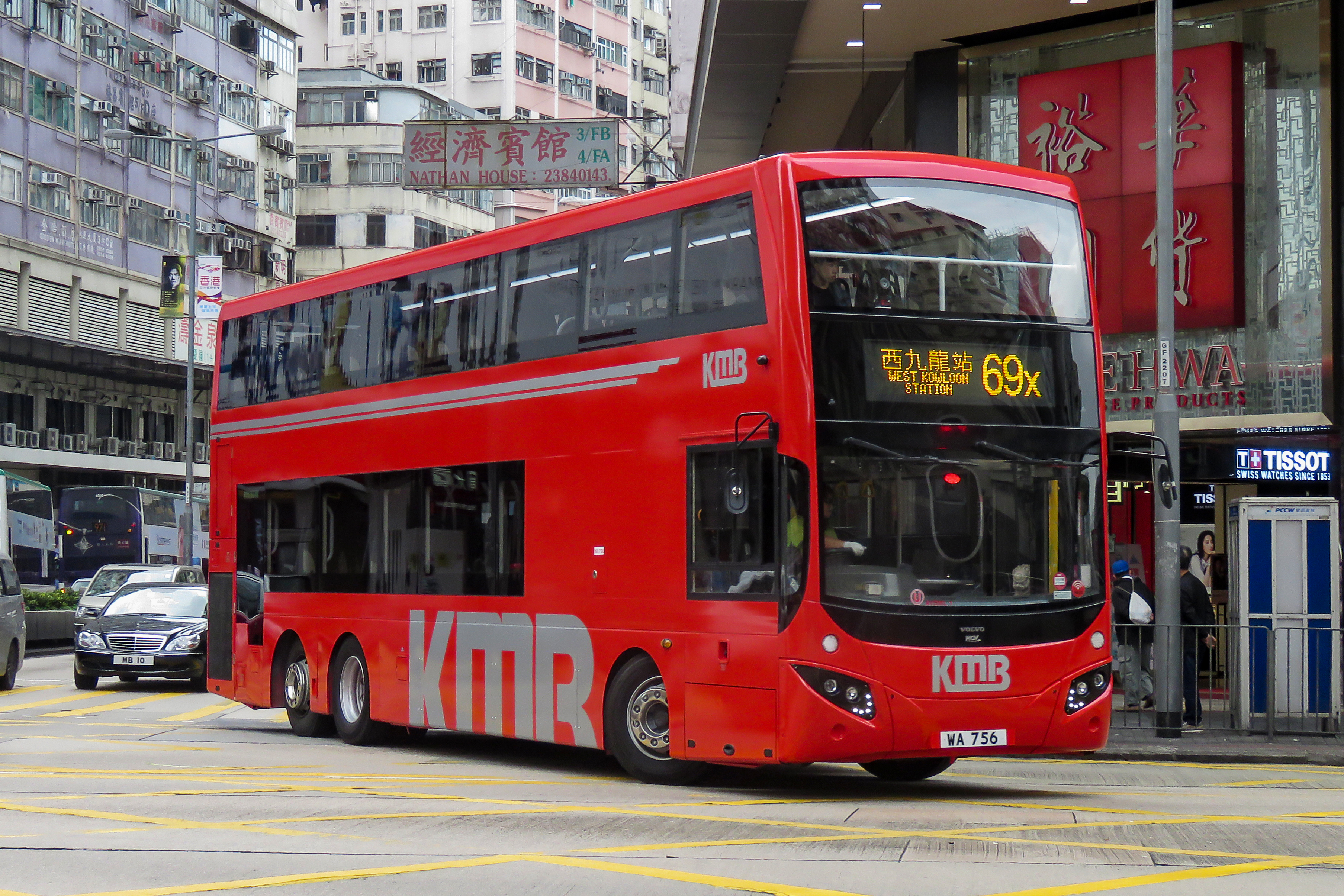
MCV EvoSeti на базе Volvo B8L в Гонконге

MCV EvoSeti — двухэтажный автобус, выпускаемый египетской компанией MCV Bus and Coach с мая 2015 года. Является преемником MCV DD103. 

## Описание
Двухосные MCV EvoSeti выпускаются на шасси Volvo B5TL и Volvo B5LH, а трёхосные — на шасси Volvo B8L. В Лондоне у автобусов две двери, а за пределами Лондона — одна. Также существует автобус с открытым верхом.

## Эксплуатация
Крупнейшим заказчиком автобусов MCV EvoSeti является Go-Ahead Group. По состоянию на август 2017 года, в Лондоне эксплуатируется 99 моделей EvoSeti на шасси Volvo B5LH.
В мае 2017 года оператор Tower Transit закупил 51 гибридный автобус, а ранее в 2015—2016 годах Golden Tours закупили 21 автобус с ДВС. Автобусы поставляются и в другие страны.